# Škoda Motorsport

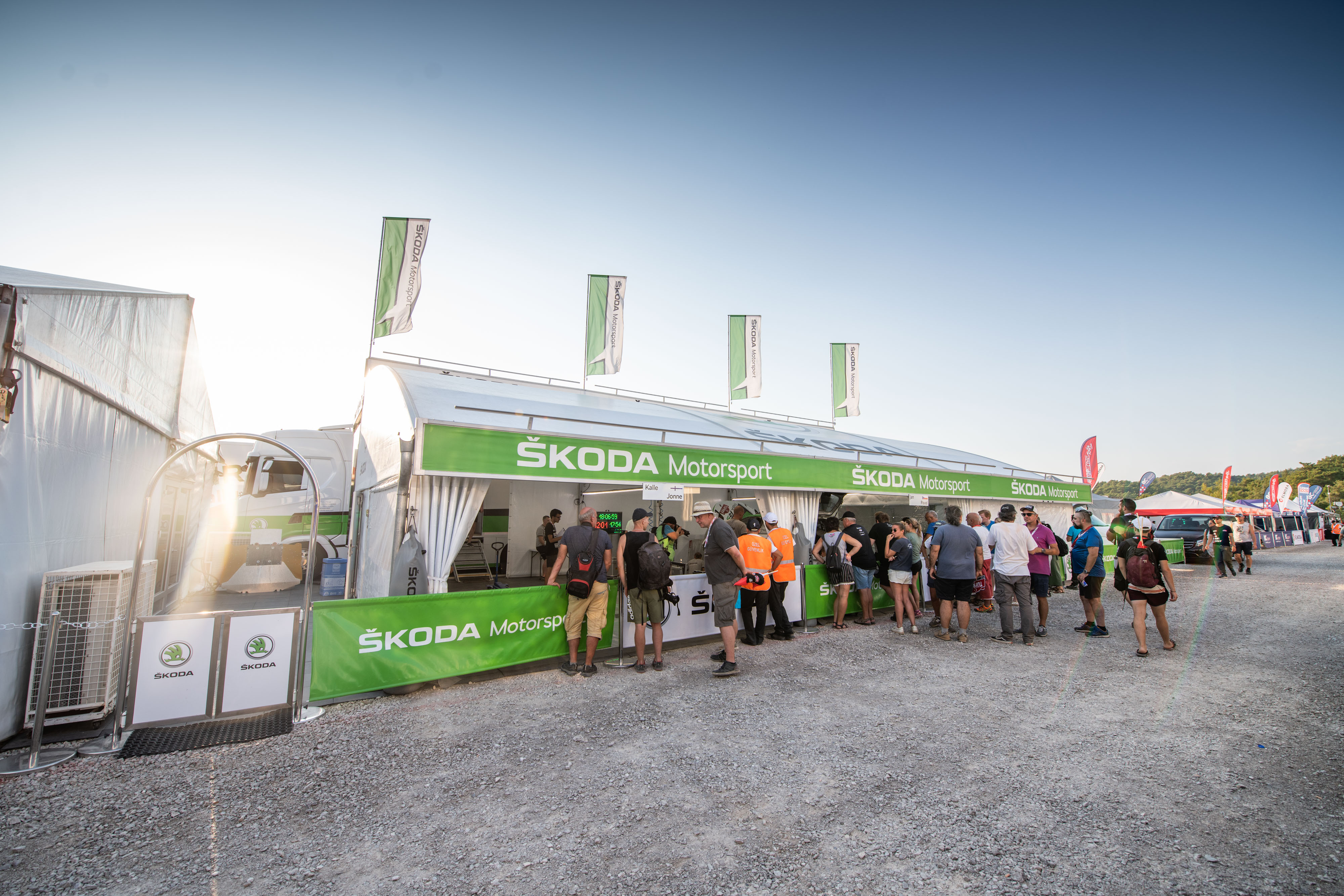
Fahrerlager-Arbeitszelt von Škoda Motorsport während der Rallye Katalonien 2019

Škoda Motorsport ist die für Motorsportaktivitäten zuständige Abteilung des tschechischen Automobilherstellers Škoda Auto. Zwischen 1999 und 2005 fuhr das Herstellerteam in der Rallye-Weltmeisterschaft und in der Intercontinental Rally Challenge (vor der Fusion mit Rallye-Europameisterschaft im Jahr 2013). Von 1999 bis 2005 trat Škoda Motorsport in verschiedenen Kategorien der Rallye-Weltmeisterschaft an. Seit 2015 ist die Marke in der WRC2- bzw. Rally2-Klasse vertreten. 2020 unterstützt Škoda Motorsport hauptsächlich Kundenteams und Nachwuchsfahrer. Zudem tritt das Team in der Tschechischen Rallye-Meisterschaft an.

## Geschichte

### 1899–1905: Anfänge im Motorradrennsport
Schon kurz nach dem Beginn der Motorradfertigung 1899 beteiligte sich Laurin & Klement zu Marketingzwecken an Motorradsport-Wettbewerben. Den Auftakt machte 1901 das Rennen von Paris nach Berlin. Der in Mähren geborene Narcis Podsednicek (1866–1932) – zunächst Vertreter für Slavia-Fahrräder und später Produktionsleiter Zweirad bei Laurin & Klement – startete auf einem L&K-Einzylinder-Motorrad. Er traf am 30. Juni 1901 um 3 Uhr morgens als Erster im Ziel in Berlin ein, allerdings war die offizielle Zeitmessung noch geschlossen. Obwohl Podsednicek sich die Ankunftszeit von Polizisten bestätigen ließ, wurde sein Sieg nicht offiziell anerkannt. In den folgenden Jahren erzielten Motorräder von L&K zahlreiche Rennsiege in mehreren europäischen Ländern. Der bedeutendste davon war der Erfolg von Václav Vondřich 1905 beim Coupe Internationale im französischen Dourdan. Dieses Rennen galt seinerzeit als inoffizielle Weltmeisterschaft. Vondřich siegte auf einem Motorrad mit V2-Motor und 693 cm³ Hubraum.

### 1908–1914: Internationale Erfolge vor dem Ersten Weltkrieg
Im selben Jahr begann das Unternehmen mit dem Bau von Automobilen. Auch diese setzte L&K bald im Motorsport ein, vor allem bei den populären Bergrennen und Ausdauerfahrten sowie bei Rundstreckenrennen. Otto Hieronimus stellte 1908 in dem 95 PS starken Vierzylinder-Rennwagen Laurin & Klement FCS im englischen Brooklands einen Geschwindigkeitsrekord von 118,72 km/h auf. Ein weiterer bekannter, mit der Marke verbundener Rennfahrer war Graf Alexander Joseph Kolowrat-Krakowsky (1886–1927). Nach ersten Motorradrennen gewann der Sohn einer böhmischen Adelsfamilie 1907 in einem Laurin & Klement FC beim Semmering-Bergrennen in Niederösterreich sein erstes Automobilrennen. Es folgten zahlreiche Siege, unter anderem in den Jahren 1910, 1912, 1913 und 1914 bei der bis zu 2.932 km langen Alpenfahrt.

### 1925–1936: Erste Starts bei der Rallye Monte Carlo
Die Automobilsparte des Pilsener Škoda-Konzerns, mit der L&K 1925 fusionierte, betrieb keinen Motorsport. Erst 1934, anlässlich des Verkaufsstarts der neuen Modellfamilien Popular, Rapid, Favorit und Superb, rüstete Škoda Auto zwei Teams für die Alpenfahrt aus und gewann mit aerodynamisch modifizierten Popular Six Coupés zwei Goldmedaillen. Dieser Erfolg motivierte das Unternehmen zur Teilnahme an der Rallye Monte Carlo 1936 mit einer Spezialedition, dem Popular Monte Carlo Rallye, der die größere 1.380-cm³-Maschine des Rapid erhielt. Zdeněk Pohl und Beifahrer Jaroslav Hausman wurden Zweite in der Klasse bis 1.500 cm³ und 20. im Gesamtklassement.

### 1946–1960: Rennwagen auf Basis des Škoda 1101 „Tudor“ und Rückkehr zur Rallye Monte Carlo

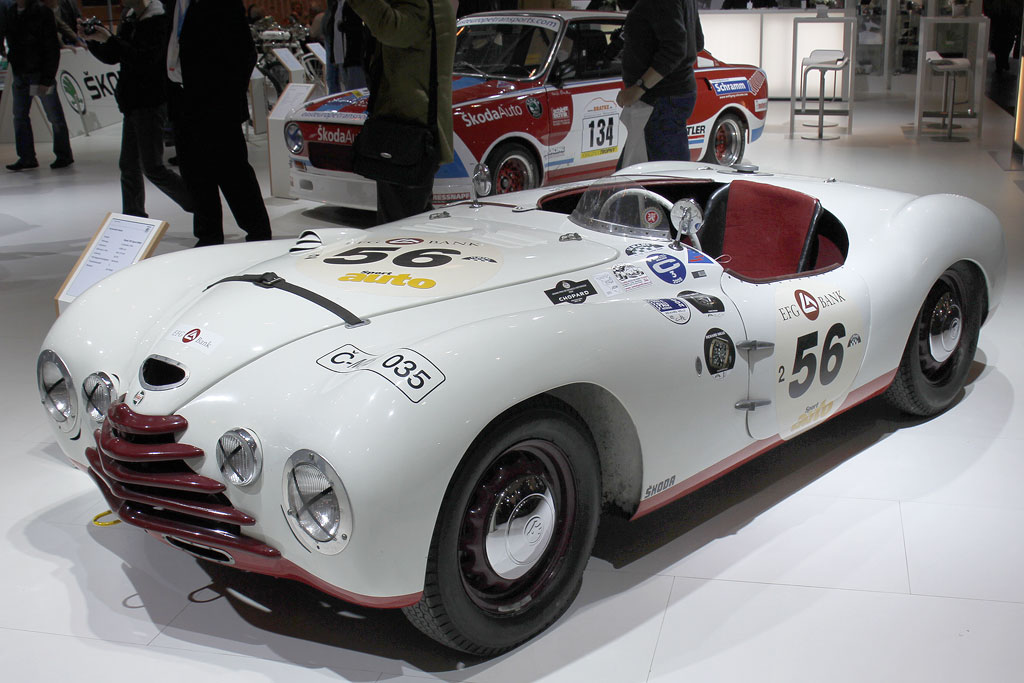
Škoda 1101 Sport

Nach dem Zweiten Weltkrieg bildete der neue Škoda 1101, wegen seines zweitürigen Layouts als „Tudor“ bekannt, die Basis für weitere Rennteilnahmen der Marke. Das 1946 erschienene Serienmodell startete bei Fernfahrten und Rallyes. 1950 baute Škoda auf dem Chassis des 1101 für Renneinsätze den Typ 966 Sport und Supersport auf. Der zweisitzige 1101 Sport mit Pontonkarosserie und Scheinwerfern startete in der Sportwagenklasse. Nach Entfernen und Abdeckung des Beifahrersitzes sowie der Demontage der Kotflügel war die einsitzige Version 966 Supersport in der Rennwagenklasse startberechtigt. Je nach Einsatzzweck erhielten die 966-Modelle Motoren mit 1.100, 1.200 oder 1.500 cm³ Hubraum. Die Aggregate erhielten Aluminium-Zylinderköpfe mit halbkugelförmigem Brennraum. Der Saugmotor mit zwei Vergasern kam auf bis zu 90 PS Leistung, die leistungsstärkeren Ausführungen mit einem oder sogar zwei Kompressoren erzielten bis zu 180 PS. Das Fahrerduo Václav Bobek und Jaroslav Netušil ging 1950 bei der zweiten Nachkriegsausgabe des 24-Stunden-Rennens von Le Mans mit einem Škoda Sport an den Start. Als Nachfolger baute das Unternehmen 1960 vier Exemplare des 1100 OHC für Rundstreckenrennen auf. Anders als die Vorgängermodelle Sport und Supersport, die auf dem Fahrwerk des Serienmodells 1101 basierten, ist der 1100 OHC ein reiner Prototyp. Die konstruktive Basis bildet ein aus dünnwandigen Rohren geschweißter Gitterrohrrahmen. In der Ausführung „Sport“ besaß der Zweisitzer eine flache, offene Karosserie aus glasfaserverstärktem Kunststoff (GFK), die Version „Coupé“ erhielt einen geschlossenen Aluminiumaufbau.
Im selben Jahr kehrte die Marke mit einer auf 55 PS leistungsgesteigerten Version des neuen Mittelklassemodells Octavia zur Rallye Monte Carlo zurück. Der Octavia 1200 TS überzeugte 1960 und 1962 mit Platz zwei seiner Klasse, 1961 eroberten die Finnen Esko Keinänen und Rainer Eklund mit einem serienmäßigen Octavia TS sogar Platz sechs im Gesamtklassement.

### 1964–1972: Rallyeversionen der neuen Hecktrieblerfamilie und zweisitzige Sportprototypen

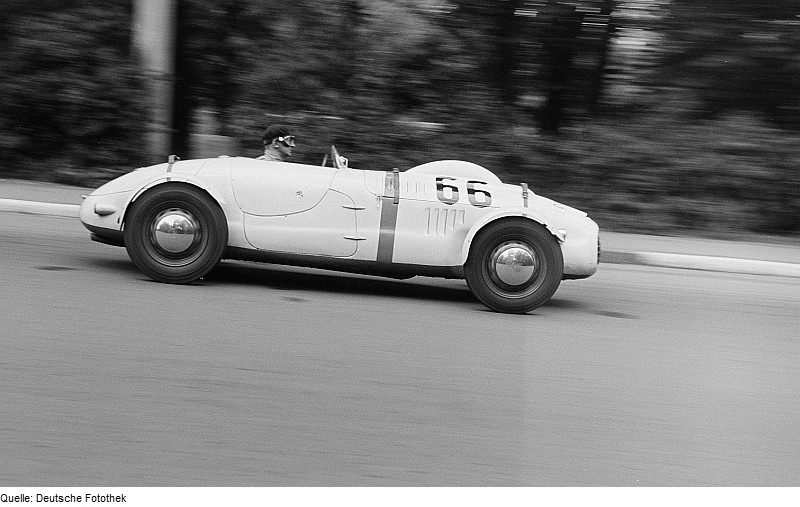
Ein Škoda 1100 Super Sport während des 2. Leipziger Stadtparkrennen

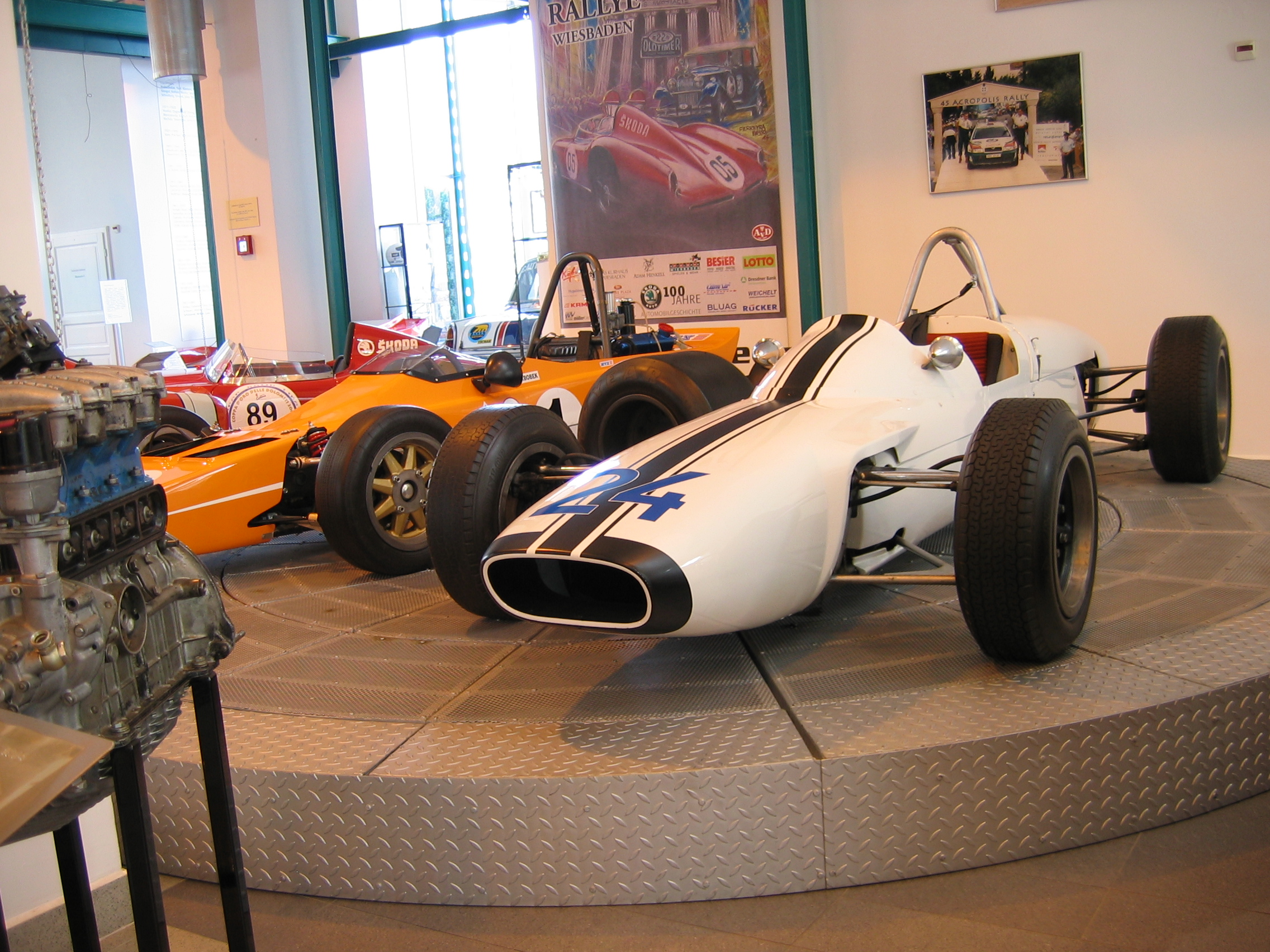
Mehrere Škoda F3 im Škoda Werksmuseum

Gleich mit Erscheinen der neuen Heckmotorgeneration Škoda 1000 MB 1964 baute das Unternehmen Rallyeversionen mit 1.000 cm³ (45 PS) und 1.100 cm³ (mit Doppelvergaser bis zu 55 PS) für verschiedenen Wertungsklassen. Das Triebwerk des 1000 MB installierte Škoda 1966 in ein Formel-3-Chassis. Dieser Škoda F3 wurde 1967 zum aerodynamisch überarbeiteten Škoda Lucia F3 mit deutlicher Keilform weiterentwickelt. Der mit einem 90 PS starken Mittelmotor ausgestattete F3 wog nur 410 kg und erreichte eine Höchstgeschwindigkeit von 210 km/h. 1968 gewinnt Škoda mit dem Werksfahrer Miroslav Fousek die osteuropäische Formel-3-Meisterschaft.
Mitte 1969 begann Škoda mit der Serienproduktion der Modellreihen 100 und 110. Ihr Karosseriedesign war gegenüber dem 1000 MB deutlich gestrafft und sie besaßen erstmals Scheibenbremsen an der Vorderachse. Die vom Škoda 100 abgeleiteten Motorsportversionen fuhren erfolgreich in der Division bis 1.000 cm³ der Tourenwagen-Europameisterschaft und bei Rallyes. Der stärker motorisierte 110 L Rallye, von dem Škoda eine Kleinserie auch für Privatteams auflegte, startete bei internationalen Events. Die steigenden Motorleistungen der Wettbewerbsversionen erforderten eine verbesserte Kühlung. Deshalb wurde beim 1972 erschienenen Škoda 120 S Rallye der Wasserkühler vom Heck in den vorderen Kofferraum verlegt und die Front erhielt einen Kühlergrill. Die Zwangsumlauf-Wasserkühlung verbesserte den Temperaturhaushalt des Vierzylinders, zudem wies das Fahrzeug eine bessere Gewichtsverteilung auf. Dank Trockensumpfschmierung, geänderten Steuerzeiten der Nockenwelle, bearbeiteten Ein- und Auslasskanälen und weiteren Tuningmaßnahmen erzielte das 1,3-Liter-Aggregat bis zu 120 PS. Das entspricht einer Literleistung von 94 PS – für die frühen 1970er-Jahre eine außergewöhnliche Ausbeute.
Ebenfalls auf dem Chassis der Modellreihe 100 basierte der 1972 präsentierte Škoda Spider I (Typ 728), ein zweisitziger Sportprototyp mit Aluminiumkarosserie. Die Motoren von 1.600 über 1.800 bis 2.000 cm³ Hubraum stammten aus der nie in Serie gebauten großen Limousine Typ 720. Bis 1976 setzte Škoda den Spider I bei Rundstreckenrennen ein, obwohl bereits 1975 der deutlich leistungsfähigere Spider II fertiggestellt war. Dieser intern Typ 733 genannte Rennwagen verfügte über ein selbsttragendes Aluminium-Monocoque, einen 2,0 Liter großen OHC-Motor und ein Rennsportgetriebe des englischen Spezialisten Hewland. Bei der Gestaltung der Kunststoffkarosserie wirkten Luftfahrtexperten mit.

### 1972–1981: Die ersten RS-Prototypen und der Škoda 130 RS

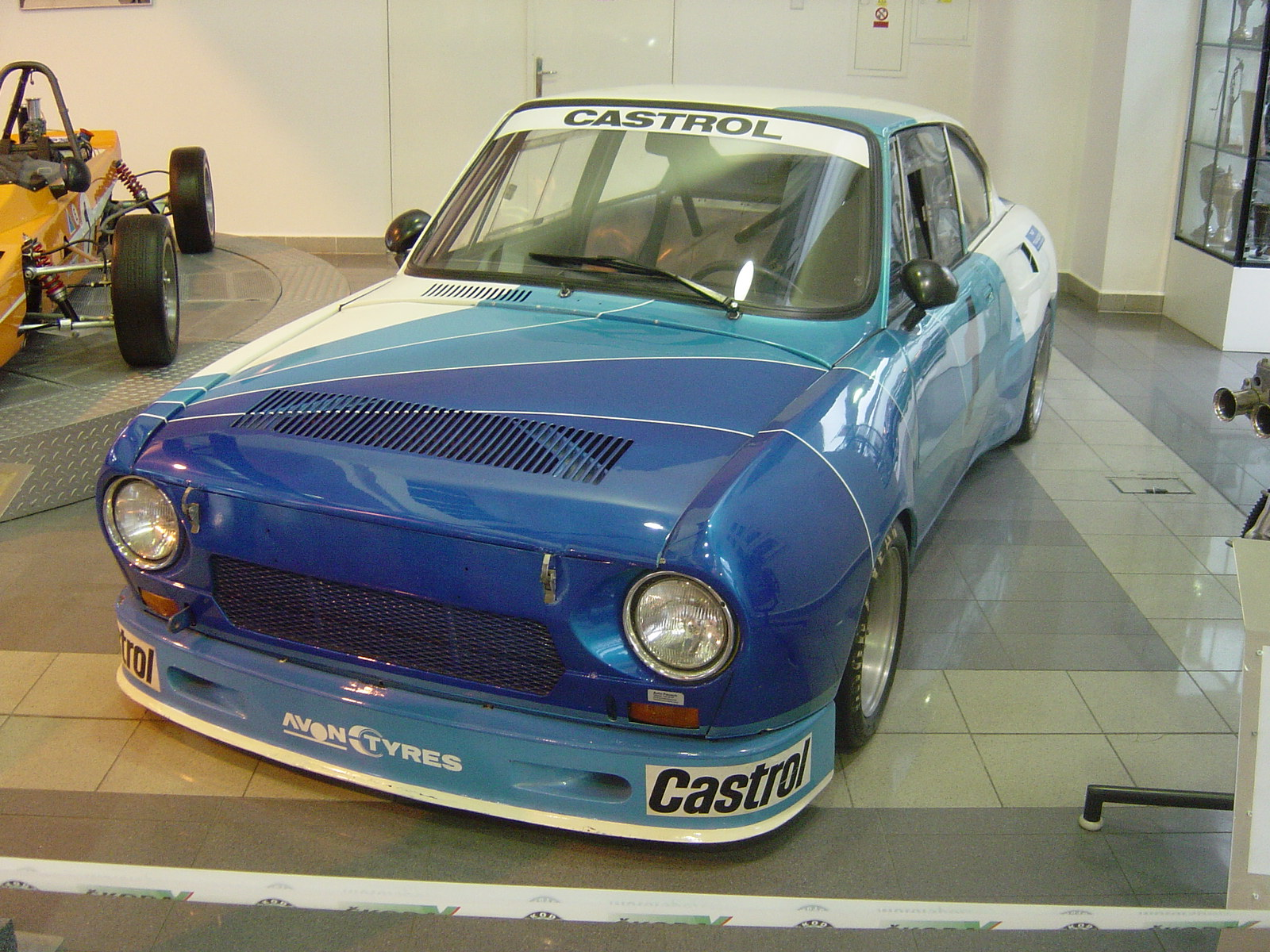
Škoda 130 RS im Škoda Werksmuseum

Mit dem Coupé 110 R brachte Škoda 1972 ein sportlich auftretendes Fahrzeug auf den Markt, das viele Privatfahrer als Basis für Rallyeeinsätze nutzten. 1974 griff das Werksteam auf das Sportcoupé zurück, um daraus zwei Prototypen zu entwickeln, mit denen Škoda in den hubraumstärkeren Klassen des internationalen Rallyesports auftrumpfen wollte: den 180 RS und den 200 RS. Die Motoren mit 1.771 bzw. 1.997 cm³ Hubraum wurden aus dem Vollaluminium-OHC-Motor des Typs 720 abgeleitet. An der Karosserie des 110 R senkten die Entwickler das Dach ab, zogen die Radhäuser tiefer und verbreiterten sie, um eine Vorderachse mit breiterer Spur unterzubringen. Das Fünfganggetriebe stammte – nach schlechten Erfahrungen mit einem Tatra-603-Getriebe – von Porsche, die Fahrwerkskinematik wurde mithilfe eines frühen IBM-Computers optimiert. Um das Fahrzeuggewicht zu senken, wurden Dach, Fronthaube und Türen aus Aluminium gefertigt, die hintere Motorhaube bestand aus GFK, Seiten- und Heckfenster aus Plexiglas. Wie der 120 S erhielten die RS-Prototypen einen Kühler in der Front. Scheibenbremsen des britischen Spezialisten Girling kamen erst vorn, später auch an der Hinterachse zum Einsatz. Die Motorsportabteilung baute zwei 200 RS und einen 180 RS auf. Die Fahrzeuge wogen kaum mehr als 800 kg und erreichten Höchstgeschwindigkeiten von bis zu 210 km/h.
Da Prototypen im internationalen Rallyesport ab 1975 nicht mehr zugelassen waren, nutzte Škoda die Erfahrungen mit den ersten RS-Modellen für die Entwicklung eines serienbasierten Motorsportmodells, des 130 RS (intern Typ 738). Erneut stammte die Karosserie vom 110 R, der 120 S lieferte den 1.174 cm³ großen Motor, Fahrwerk und Getriebe übernahm das Coupé von den RS-Prototypen. Erneut wurden Dach, Fronthaube und Türhäute aus Aluminium gefertigt, Motorhaube und verbreiterte Kotflügel aus glasfaserverstärktem Kunststoff und die Scheiben aus Macrolon. 1977 gelang Škoda mit dem Heckmotor-Coupé der bis dahin größte internationale Motorsporterfolg: Bei der Rallye Monte Carlo holte das Werksteam mit den Fahrerpaarungen Václav Blahna/Lubislav Hlávka und Milan Zapadlo/Jiří Motal einen Doppelsieg in der Gruppe 2 bis 1.300 cm³. Zum 40. Jahrestag dieses Erfolges schickte Škoda im Januar 2017 die beiden Fabia R5 des Werksteams im Dekor von 1977 zur Rallye Monte Carlo. Mit der Rundstreckenversion des 130 RS gewann Škoda 1981 den Markentitel der Tourenwagen-Europameisterschaft.
Während der 130 RS zumindest in der Tschechoslowakei zu einer Motorsportlegende avancierte, blieb eine hochinteressante Seitenlinie kaum beachtet. 1978 entwickelte die Motorsportabteilung ein Rundstreckenfahrzeug nach dem Silhouette-Reglement der Gruppe 5. Vorrangig sollte der 130 RS A5 (Typ 738) jedoch keine Rennen fahren, sondern diente als Testträger für Aerodynamik und Technologien kommender Rennfahrzeuge. Im Sinne einer flacheren Frontpartie rückten Öl- und Wasserkühler in die weit ausgestellten hinteren Kotflügel. Die gesamte Vorderpartie mit Spoiler, Haube und Kotflügeln war in einem Stück aus GFK gefertigt. In der höchsten Ausbaustufe erhielt der A5 einen 1,6-Liter-Motor des Prototyps Škoda 737 mit 16-Ventiltechnik und DOHC-Steuerung, der 186 PS leistete und das Fahrzeug auf bis zu 250 km/h beschleunigte.

### 1982–1986: Der Škoda 130 LR in der Gruppe B
Als die Motorsport-Homologation des 130 RS auslief, wandte sich Škoda dem sehr liberalen Reglement der Gruppe B in der Rallye-Weltmeisterschaft zu. Als Basisfahrzeug wählte der Hersteller das bestverkaufte Modell seiner Zeit, den viertürigen Škoda 130 L des Typs 742. Auch wenn die Gruppe B fast ausschließlich mit rund 500 PS starken Turbo-Allradlern in Verbindung gebracht wurde, die kaum technische Ähnlichkeit mit Serienmodellen aufwiesen, gab es darin kleinere Klassen wie die B/9. Für diese Kategorie entwickelte Škoda den heckgetriebenen 130 LR. Obwohl der mit einem neuen Zylinderkopf versehene Vollaluminiummotor mit 1,3 Liter Hubraum lediglich 130 PS mobilisierte, erlaubte das geringe Gewicht von 720 kg sportliche Fahrleistungen und das Heckmotor-Heckantriebs-Layout verlieh ihm gute Traktion. Türhäute und Hauben bestanden aus Aluminium. Die größten Erfolge feierte der Norweger John Haugland, der am Steuer des Škoda 130 LR Klassensiege bei der stark besetzten RAC Rally 1985 und 1986 erreichte. Mit dem Verbot der als zu gefährlich erachteten Gruppe B durch den Automobil-Weltverband FIA zur Saison 1987 endete die Zeit des 130 LR. Kurzfristig setzte Škoda noch einen 130 L/A nach Gruppe-A-Reglement ein, dann endete die Ära der heckgetriebenen Wettbewerbsfahrzeuge der Marke.

### 1989–1998: Rallye-Weltmeisterschaft mit frontgetriebenen Modellen

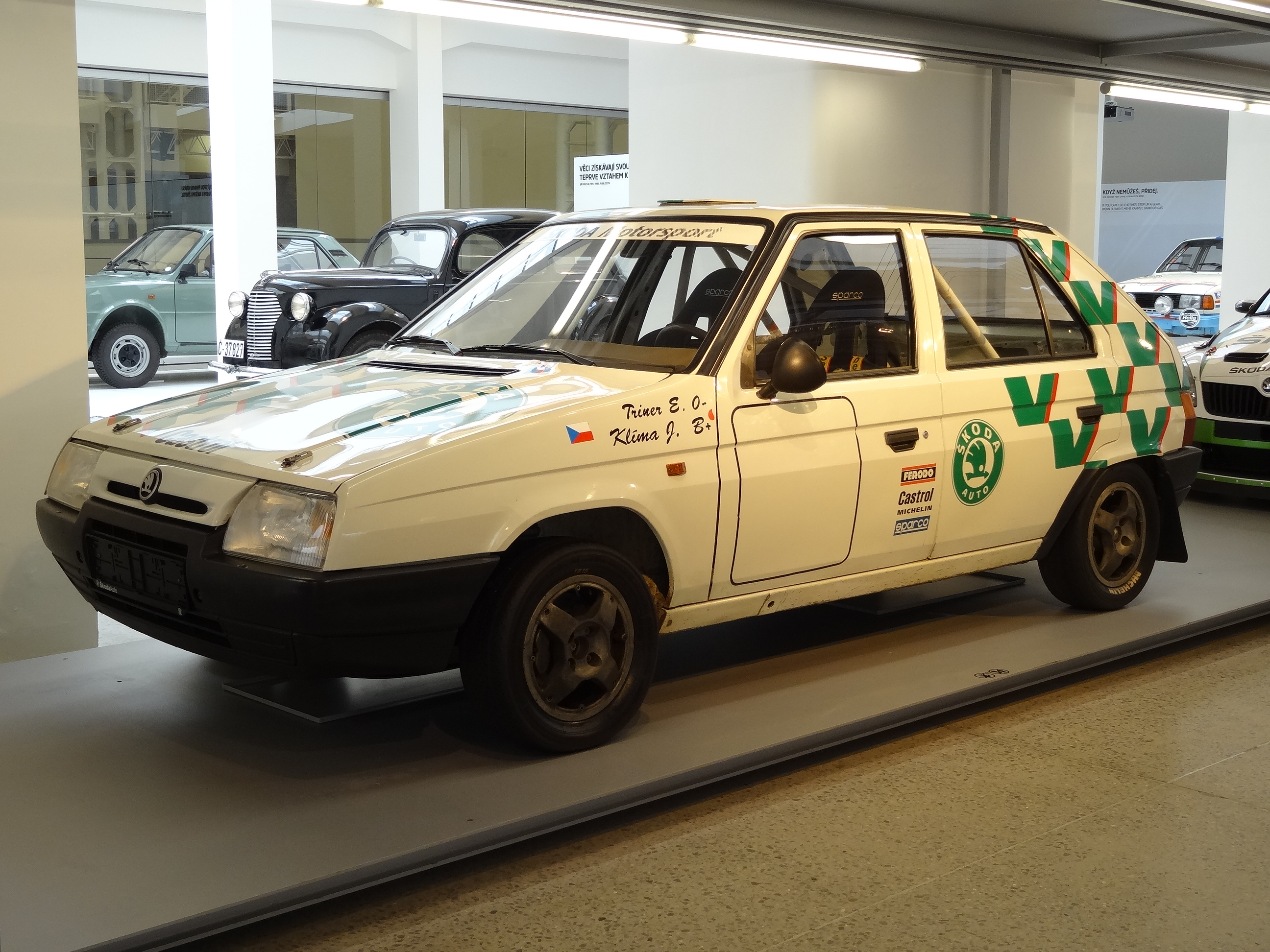
2014 Škoda Museum, Škoda Favorit 136 L-A typ 781 1993

1988 brachte Škoda den frontgetriebenen Favorit 136L auf den Markt und entwickelte umgehend eine Rallyeversion. Als Motor wurde das Serienaggregat mit 1.289 cm³ Hubraum verwendet, das in Wettbewerbsspezifikation 110 PS leistete. Das geringe Gewicht von 794 kg machte den Leistungsnachteil in der 2-Liter-Klasse zum Teil wett. 1990 startete der Favorit bei ausgewählten Rallyes in der Weltmeisterschaft, der Europameisterschaft und der tschechoslowakischen Rallye-Meisterschaft. Schritt für Schritt baute Škoda sein Engagement aus, 1994 absolvierte das Werksteam dann erstmals sämtliche WM-Läufe. Bei der Rallye Monte Carlo gewann die Crew Pavel Sibera/Petr Gross zwischen 1991 und 1994 viermal in Folge ihre Klasse. 1994 holte Škoda mit dem Favorit den Titel im 1993 neu geschaffenen FIA-Weltcup Formel 2 für Fahrzeuge bis 2,0 Liter Hubraum und einer angetriebenen Achse. Neben der Rallyevariante existierte auch eine für Rundstreckenrennen optimierte Version, die vom Werk in Mladá Boleslav für die damalige Veedol Langstreckenmeisterschaft (VLN) auf dem Nürburgring aufgebaut wurde. Dieses Einzelstück besaß einen von der Versuchsabteilung entwickelten 1,5 Liter großer OHC-Vierzylindermotor mit rund 145 PS Leistung sowie ein Sechsganggetriebe. Motorhaube und Kotflügel bestanden aus Kunststoff und konnten in einem Stück abgenommen werden, was die Zugänglichkeit für Wartungsarbeiten enorm erleichterte.

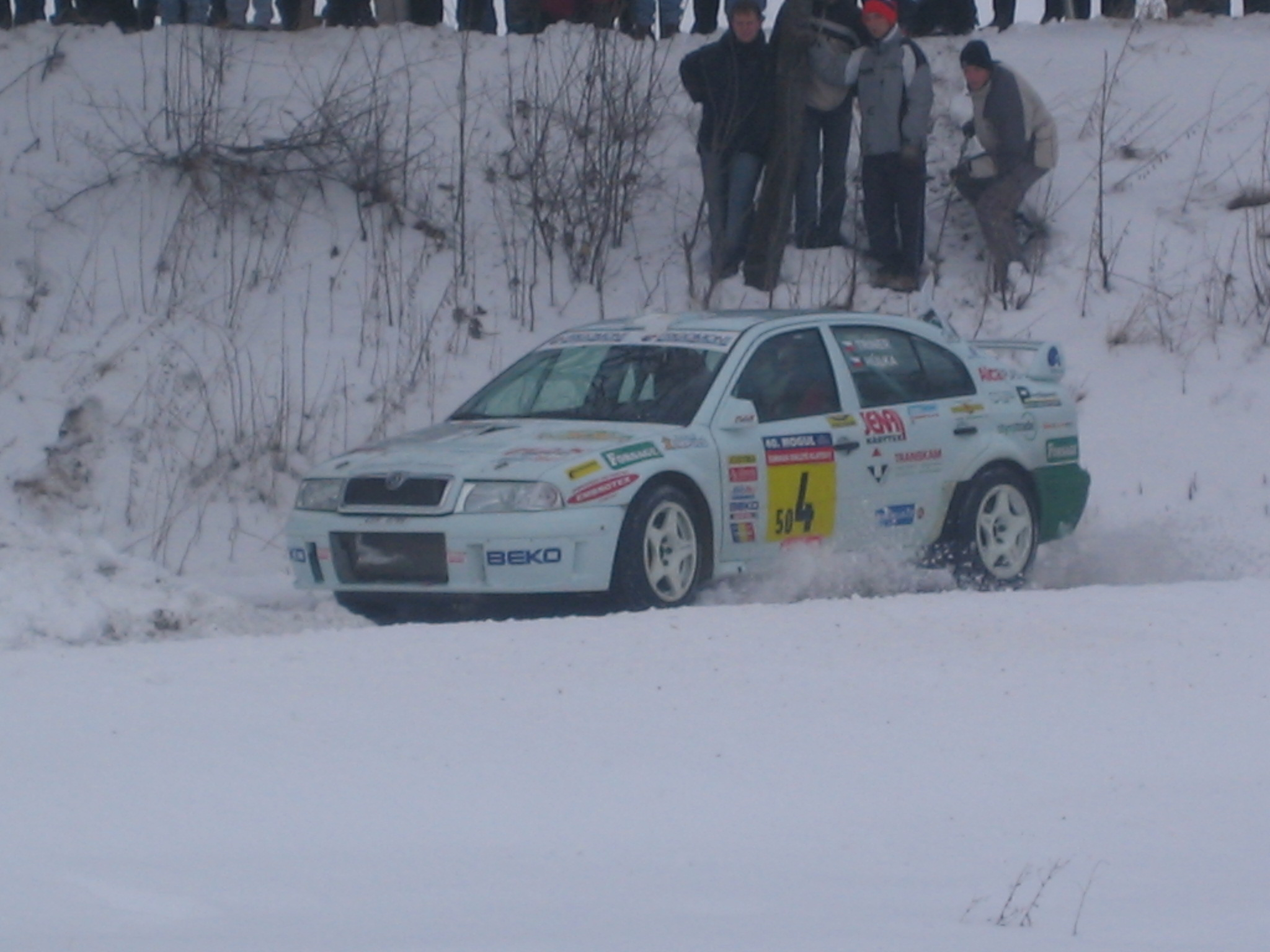
2005, Emil Triner, Octavia Kit Car

Für die Saison 1995 benannte die FIA den Zweiliter-Weltcup in Formel 2 (F2) um und schuf ein sehr viel liberaleres Reglement für zweiradgetriebene Fahrzeuge. Daraus entstanden die sogenannten Kit Cars, von denen ein Hersteller nur wenige von einem Serienauto abgeleitete Homologationsexemplare bauen musste. Škoda entwickelte aus dem 1994 vorgestellten Favorit-Nachfolger Felicia ein solches Kit Car nach F2-Reglement. Mit dem zunächst 1.491 cm³ großen und 164 PS starken Vierzylinder gewannen Pavel Sibera/Petr Gross die F2-Kategorie bei der Rallye Argentinien. 1996 erhielt das Felicia Kit Car den neuen 1,6-Liter-Motor des Volkswagenkonzerns, der im Rallyetrimm 180 PS leistete. Stig Blomqvist fuhr mit dieser Spezifikation bei der britischen RAC Rallye auf den dritten Platz der Gesamtwertung und gewann die F2-Kategorie. Am Jahresende belegte Škoda wie schon 1995 Rang drei des F2-Weltcups. Durch den Sieg von Emil Triner/Julius Gál in Monte Carlo und zwei weitere Podestplätze gelang 1997 der Sprung auf Platz zwei des F2-Weltcups. Ab Mitte 1997 setzte Škoda parallel zum Felicia das im Jahr zuvor präsentierte Kompaktmodell Octavia als Kit Car ein. 1998 bestritt die Marke damit ein eingeschränktes WM-Programm von sechs Rallyes ohne nennenswerte Erfolge., doch Emil Triner/Miloš Hůlka gewannen mit dem rund 250 PS starken 2-Liter-Octavia die F2-Rallye-Europameisterschaft.

### 1999–2005: World Rally Cars (WRC)
Mit der 1997 neu geschaffenen Kategorie der World Rally Cars (WRC) ermöglichte die FIA auch solchen Herstellern den WM-Einstieg auf höchster Ebene, die keinen serienmäßigen Allradler mit Turbolader im Programm hatten. Škoda nutzte diese Möglichkeit und startete das Entwicklungsprogramm für den Octavia WRC, der am 1. Januar 1999 homologiert wurde. Der aufgeladene 20-Ventiler mit 1999,3 cm³ Hubraum mobilisierte die vom Reglement festgelegte Leistung von rund 300 PS. Der deutsche Werksfahrer Armin Schwarz eroberte 2001 bei der Safari-Rallye in Kenia den dritten Platz. Darüber hinaus überzeugte der Octavia WRC in zahlreichen nationalen Championaten. Matthias Kahle und Beifahrer Peter Göbel gewannen mit ihm 2002 und 2004 die Deutsche Rallye-Meisterschaft (DRM).
Bereits 2001 begann Škoda mit der Entwicklung des kompakteren Fabia WRC, der sein WM-Debüt bei der Rallye Deutschland 2003 gab. Erst am Ende der Saison 2005 kam das Werksteam in die Nähe der Spitzenplätze, als Ex-Weltmeister Colin McRae in Australien bis zu einem missglückten Service auf Podestkurs fuhr. Am Ende der Saison wurde das Werksteam aufgelöst, doch in den Händen erfahrener Privatteams feierte der Fabia WRC beachtliche Erfolge, etwa den Gewinn der DRM durch Kahle/Göbel 2005 und der Deutsche Rallye Serie (DRS) im Jahr darauf.

### 2009–2014: Fabia Super 2000
2009 kehrte Škoda werksseitig in den internationalen Rallyesport zurück – mit einem Fahrzeug, das zu einem der erfolgreichsten Modelle der Rallyehistorie werden sollte. Der Fabia Super 2000 entsprach dem 2006 eingeführten FIA-Reglement Super 2000 für Allradfahrzeuge mit Benzin-Saugmotoren oder Turbodieselmotoren bis 2,0 Liter oder Turbobenzinern bis 1,6 Liter Hubraum. Die tschechische Marke entschied sich für einen 1.996 cm³ großen Saugbenziner, der rund 280 PS erzeugte. Die Kraftübertragung erfolgte über ein manuell geschaltetes sequenzielles Sechsganggetriebe sowie Front- und Heckdifferenziale ohne Mitteldifferenzial. Nach dem Debüt als Vorausfahrzeug bei der Barum Rally Zlín 2008 startete der Fabia Super 2000 ab 2009 in der Intercontinental Rally Challenge (IRC). Mit 27 Laufsiegen, drei Hersteller-Meisterschaften und den Fahrertiteln 2010 für Juho Hänninen/Mikko Markkula sowie 2011 und 2012 für Andreas Mikkelsen/Ola Fløene avancierten Škoda und der Fabia Super 2000 bis zum Ende der Serie 2012 zu den erfolgreichsten Teilnehmern der IRC. Im Folgejahr fusionierte die IRC mit der Rallye-Europameisterschaft (ERC). Diese hatte Hänninen im Fabia Super 2000 bereits 2012 gewonnen, 2013 und 2014 folgten weitere Titel für das Fahrzeug mit Jan Kopecký und Esapekka Lappi. Die im Rahmen der WM-Läufe 2011 ausgeschriebene FIA SWRC-Weltmeisterschaft ging ebenfalls an Hänninen im Fabia Super 2000. Zwischen 2009 und 2014 erreichten Fahrer mit diesem Modell weltweit insgesamt 50 nationale und internationale Titel wie den Gesamtsieg in der Asien-Pazifik-Rallye-Meisterschaft (APRC) 2012 bis 2015 und den DRM-Sieg durch Mark Wallenwein/Stefan Kopczyk 2012. Insgesamt baute Škoda Motorsport 109 Exemplare des bis dahin erfolgreichsten Rallyefahrzeugs der Unternehmensgeschichte auf. Nach fast zweijähriger Entwicklung brachte Škoda 2011 zudem den unterhalb der Super-2000-Version angesiedelten Fabia R2 auf den Markt. Der Fronttriebler mit einem 132 kW (180 PS) starken 1,6-Liter-Saugmotor wurde speziell für die R2-Kategorie optimiert, in der sich vor allem Nachwuchstalente miteinander messen.

### 2015–heute: Fabia R5/R5 evo/Rally2 evo

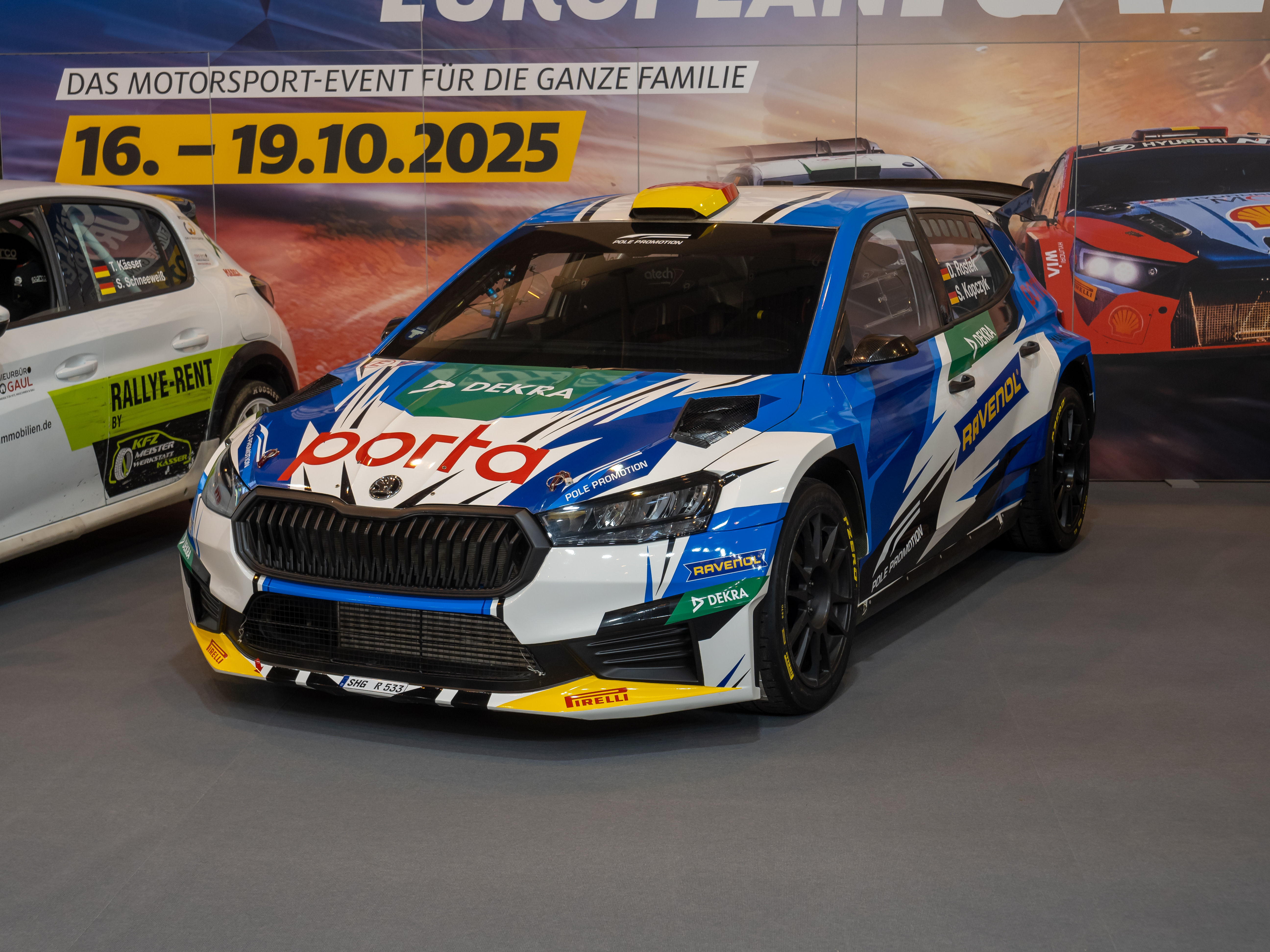
Fabia Rally2 evo

Als Ablösung der Super-2000-Kategorie im Rallyesport verabschiedete die FIA 2012 das neue R5-Reglement. Startberechtigt sind Allradfahrzeuge mit maximal 1,6 Liter großem Turbomotor und Benzindirekteinspritzung. Die R5-Autos ähneln den damaligen World Rally Cars, sind aber seriennäher und weisen im Vergleich folgerichtig einige technische Restriktionen auf. Es müssen zahlreiche Standardteile verwendet werden, die Leistung ist geringer, die Aerodynamik eingeschränkt und es werden Fünf- statt Sechsganggetriebe eingesetzt. Zudem müssen R5-Fahrzeuge frei verkäuflich sein, wobei der Höchstpreis eines Fahrzeugs 180.000 Euro nicht überschreiten darf (siehe auch:WM-Klassen).
Auf Basis der dritten Generation des Kleinwagens Fabia entwickelte Škoda Motorsport ein neues Rallyefahrzeug für die R5-Kategorie, das am 1. April 2015 von der FIA homologiert wurde. Beim Debüt, der Rallye Portugal vom 21. bis 24. Mai, erreichten die Werksbesatzungen Esapekka Lappi/Janne Ferm und Pontus Tidemand/Emil Axelson im Fabia R5 zwei Podestplätze. Schon der dritte Einsatz des Fabia R5 auf WM-Ebene, die Rallye Polen vom 2. bis 5. Juli, endete mit dem ersten Sieg in der WRC-2-Wertung durch Lappi. Bei insgesamt neun WM-Einsätzen im Debütjahr des Fabia R5 gelangen der Marke vier Siege und Škoda Motorsport schloss die Saison 2015 als Teamweltmeister ab. Tidemand/Axelsson gewann für Škoda ihren vierten APRC-Meistertitel in Folge, in Belgien, Tschechien, Ungarn und Österreich gewannen Fabia-R5-Crews die nationalen Meisterschaften.
2016 toppte der Fabia R5 diese Erfolgsbilanz noch: Bei 14 WM-Läufen gingen zehn Siege, 25 Podiumsplätze sowie 192 Wertungsprüfungsbestzeiten auf sein Konto. Erneut gewann Škoda Motorsport die Teamwertung, Lappi/Ferm eroberten den Fahrertitel der WRC2. In der APRC siegten Gaurav Gill/Glenn MacNeall im Fabia R5 in der Fahrerwertung, auch hier ging der Markentitel an Škoda. Nasser Al-Attiyah sicherte sich die Middle East Rally Championship (MERC). Die Landesmeisterschaften in Deutschland, Tschechien, Belgien, Lettland, Ungarn, Slowakei, Dänemark, Irland und Frankreich gewannen ebenfalls Fabia-R5-Crews.
Auch am Ende der Saison 2017 triumphierte Škoda Motorsport als Teamweltmeister der WRC-2-Kategorie, als Fahrweltmeister setzte Pontus Tidemand die Erfolgsserie fort. Gaurav Gill gewann erneut die APRC-Gesamtwertung, in Deutschland und Tschechien holten Fabian Kreim und Jan Kopecký wichtige nationale Titel für die Marke.
Im Jahr darauf gelang dem Tschechen Kopecký mit dem Gewinn des WRC-2-Titels im Fabia R5 der große Wurf, Škoda Motorsport feierte 2018 die vierte Team-Weltmeisterschaft in Folge. Mit Yuya Sumiyama gewann die Marke erneut die APRC, zudem verteidigten Kreim und Kopecký ihre Titel als Landesmeister.
Gleich vier Rallye-WM-Titel krönten die Saison 2019: Kalle Rovanperä/Jonne Halttunen gewannen die Gesamtwertung für Fahrer und Beifahrer in der neuen WRC2-Pro-Kategorie, Škoda Motorsport die WRC2-Pro-Herstellerwertung. Der Sieg in der WRC2 für Privatfahrer ging an das Kundenteam Pierre-Louis Loubet/Vincent Landais. Chris Ingram/Ross Whittock konnten im Fabia R5 die FIA Rallye-Europameisterschaft für sich entscheiden, den Juniorentitel dieses Championats sicherte sich das tschechische Fabia-R5-Duo Filip Mareš/Jan Hlousek. Platz eins in der FIA Afrika Rallye-Meisterschaft belegten Manvir Singh Baryan/Drew Sturrock, in der FIA Nord- und Zentralamerikanischen Rallye-Meisterschaft holte mit Ricardo Triviño/Marc Martí ein weiteres Škoda-Team den Sieg. Darüber hinaus triumphierte die Marke in 23 nationalen Rallye-Meisterschaften, darunter in der DRM mit Fabian Kreim und Tobias Braun.
Mit 1.018 Laufsiegen und 2.424 Podestplätzen bei 6.760 Starts gilt der Fabia R5 als das erfolgreichste Rallyeauto seiner Kategorie. 127 Teams in 63 Ländern setzten das Fahrzeug bislang ein (Stand Ende 2019). Auch aus kommerzieller Sicht erwies sich der Allradler als großer Erfolg. Zwischen April 2015 und Juli 2019 lieferte Škoda Motorsport mehr als 240 Exemplare der ersten Generation an Kundenteams aus, die evo-Version wurde bis Ende 2019 schon mehr als 80 Mal an Rallyeteams ausgeliefert, die Gesamtzahl gebauter Fahrzeuge lag Ende 2019 bei 326. Mitte 2019 begann die Motorsportabteilung mit der Auslieferung des Nachfolgemodells Škoda Fabia R5 evo. Zur Saison 2020 benannte Škoda die Evo-Version in Fabia Rally2 evo um. Damit passte der Hersteller die Bezeichnung des Fahrzeugs an die Umbenennung der Kategorie durch die FIA an. Das Werksteam zog sich Ende 2019 aus der WRC2-Pro-Kategorie zurück. Dafür kooperiert Škoda in der Rallye-Weltmeisterschaft 2020 mit dem Team von Oliver Solberg, der mit einem Fabia Rally2 evo in der WRC3-Kategorie (ehemals WRC2 für Privatfahrer) antritt.